# Crapanzano
I Crapanzano o Capranzano sono una famiglia nobile siciliana, che fiorì nella città di Trapani.

## Storia

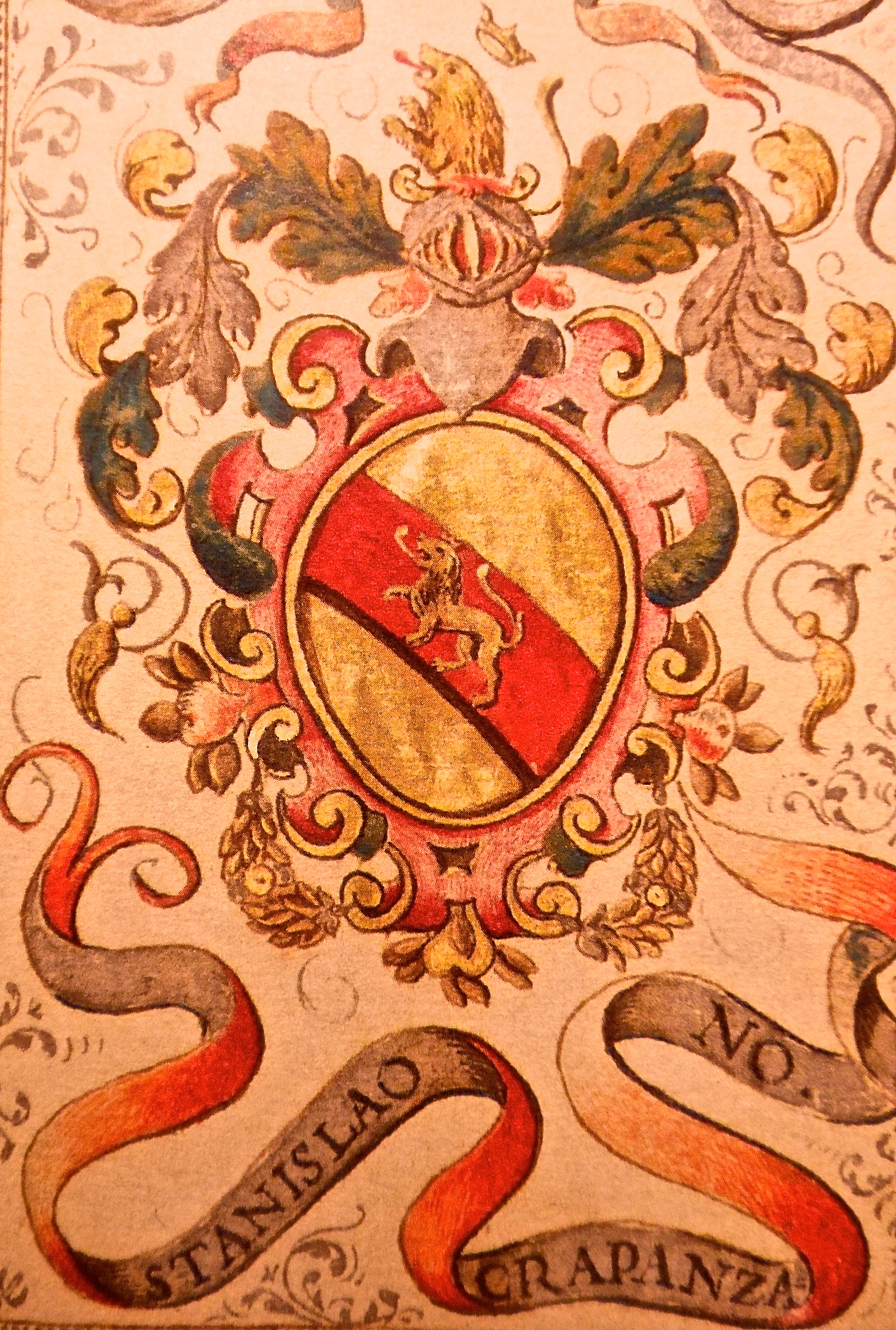
Stemma di Stanislao Crapanzano, senatore di Trapani nel 1635-1636

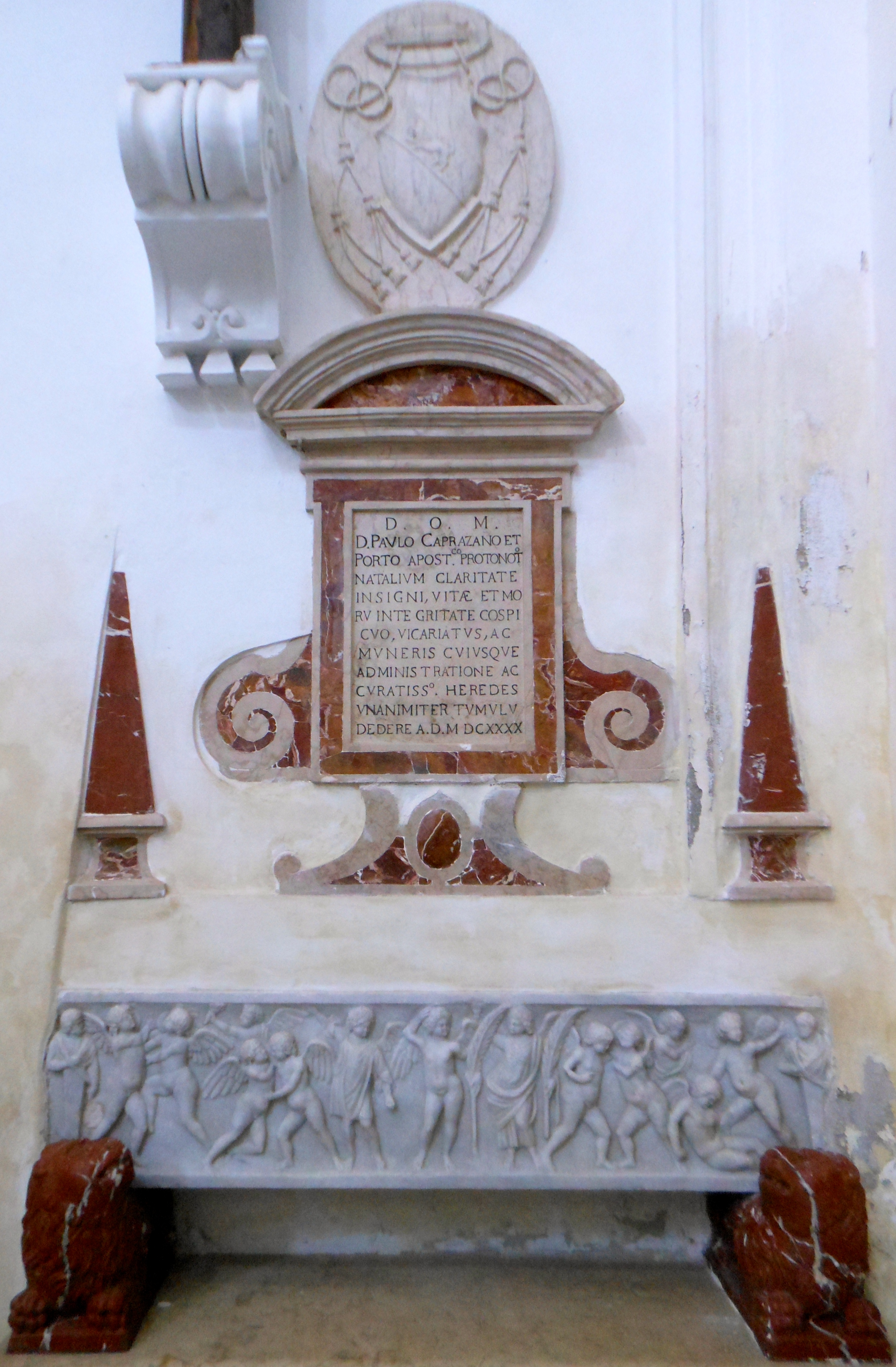
Monumento funebre di Paolo Crapanzano, protonotario apostolico

Nobile famiglia di Trapani, che possedette la salina di Reda e il feudo di Fontanacoperta e vanta esser tra le fondatrici della nobile compagnia dei Bianchi di detta città. Un Guglielmo fu capitano di giustizia di Marsala nel 1403; un Giovanni senatore di Trapani nel 1403; un Guglielmo capitano di giustizia di Trapani nel 1446-1447; un altro Giovanni, regio cavaliere, tenne la stessa carica nel 1441-1442; Guglielmo, suo figlio, fu senatore di Trapani nel 1488; un Giovanni tenne la stessa carica nel 1556; un Andrea fu capitano nel 1521-1522; un Saverio senatore di Trapani nel 1705-1706. Troviamo pure questa famiglia nelle città di Catania e Salemi. Nella prima un Giovan Antonio fu senatore nel 1491-1492; nella seconda un Antonio capitano nel 1504.
Secondo il cronista Benigno di Santa Caterina, la famiglia Crapanzano fu portata dalla Catalogna in Sicilia al tempo di re Manfredi di Sicilia, da un Palacino, nobile cavaliere catalano. Costui fu padre di Antonio, governatore di Terranova di Sicilia, e di Guglielmo, che ebbe la castellania e la guardia del porto di Marsala. I figli di Guglielmo furono Palacino, Antonio, Guglielmo e Saurina. Da Antonio nacque Palacino, il quale, quando Martino I di Sicilia arrivò a Trapani, fu da Marsala inviato ambasciatore da quel sovrano, e ottenne per suo figlio Guglielmo l'ufficio di capitano di giustizia di quella città nel 1403. Da Guglielmo nacque Giovanni, regio cavaliere, che tramutò la sua famiglia a Trapani, avendo sposato Perna Sieri Pepoli. Giovanni governò la città di Trapani in qualità di senatore e capitano giustiziere, fu segretario del re Alfonso V d'Aragona e di suo fratello il re Giovanni II d'Aragona. A Giovanni successero i figli Guglielmo, Marchesa, Costanza e Filippo. Guglielmo e Filippo, regi cavalieri, furono ambasciatori della città di Trapani. Guglielmo, in particolare, fu uno dei consiglieri di re Alfonso V d'Aragona. Dall'anno 1390 sino all'anno 1714 tutti i discendenti di questa famiglia furono reiteratamente senatori, capitani, sindaci e prefetti di Trapani.
Dal marchese di Villabianca apprendiamo che, a Trapani: Giovanni fu senatore nel 1402-1403; Guglielmo fu senatore nel 1430-1431, 1435-1436, 1441-1442, e capitano nel 1446-1447; Giovanni fu capitano nel 1433-1434 e nel 1441-1442; Filippo fu senatore nel 1445-1446 e capitano nel 1468-1469; Guglielmo, figlio di Giovanni, fu senatore nel 1488-1489 e nel 1505-1506; Giacomo Antonio fu senatore nel 1508-1509; Andrea fu senatore nel 1513-1514 e nel 1519-1520, capitano nel 1521-1522 e ancora senatore nel 1527-1528 e nel 1536-1537; Guglielmo figlio di Palacino fu senatore nel 1538-1539; Giovanni, figlio di Giovanni Antonio, fu senatore nel 1540-1541, nel 1552-1553 e nel 1556-1557; Giuseppe fu senatore nel 1554-1555, nel 1558-1559, nel 1562-1563, nel 1567-1568, nel 1576-1577 e nel 1577-1578; Giacomo Antonio fu senatore nel 1579-1580, nel 1593-1594, nel 1597-1598 e nel 1600-1601; Nicolò fu senatore nel 1580-1581; Francesco fu senatore nel 1594-1595, nel 1598-1599, nel 1603-1604 e nel 1606-1607; Giuseppe fu senatore nel 1623-1624 e nel 1626-1627; Palacino fu senatore nel 1630-1631, nel 1637-1638, nel 1644-1645, nel 1646-1647, nel 1651-1652 e nel 1659-1660; Stanislao fu senatore nel 1635-1636; Giacomo Antonio fu senatore nel 1647-1648 e nel 1648-1649; Paolo fu senatore nel 1671-1672; Saverio fu senatore nel 1692-1693, nel 1705-1706 e nel 1714-1715; Gaetano fu senatore nel 1693-1694
Un Paolo fu ricevuto nell'Ordine di Malta nel 1575; un Gaetano fu ricevuto nel 1685